# Alexis Peyret
 (août 2025).
Si vous disposez d'ouvrages ou d'articles de référence ou si vous connaissez des sites web de qualité traitant du thème abordé ici, merci de compléter l'article en donnant les références utiles à sa vérifiabilité et en les liant à la section « Notes et références ».
Pour les articles homonymes, voir Peyret.
Œuvres principales
Countes biarnés
Alexis Peyret (Alejo Peyret en castillan ; Alexís Peiret en béarnais), né à Serres-Castet, Béarn, Basses-Pyrénées, le 11 décembre 1826 et mort à Buenos Aires (Argentine), le 27 août 1902, est un homme politique et écrivain de langue d'oc français puis argentin d'origine béarnaise. Exilé, il poursuit sa carrière politique en Argentine où il développe notamment la Colonia San José (es) dans la province d'Entre Ríos. C'est en Argentine également qu'il publie sa poésie en béarnais dans le recueil Countes Biarnés en 1870. Le chanteur de variété français, lui aussi d'origine béarnaise, Marcel Amont a ainsi mis en musique un de ses poèmes, Los sovenirs de casa, qui évoque l'exil ; ce même poème fut également sélectionné par le linguiste béarnais Vastin Lespy pour illustrer sa Grammaire béarnaise.

### Discographie
- 1997 : Marcèu Amont canta los poètas gascons